# Automorfna tla
Automorfna tla - nastaju u uvjetima deficitarnog i normalnog vlaženja oborinskom vodom koja se slobodno procjeđuje unutar profila (Aluvij).

## Automorfna tla premapedološkojklasifikaciji

#### I klasa
- nerazvijena tla (A)-C profila

tipovi:
1. Kamenjar (Litosol)
2. Sirozem na rastresitim stijenama (Regosol)
3. Eolski "živi" pijesci (Arenosol)
4. Koluvijalna (deluvijalna) tla (Koluvium)

#### II klasa
- humusno akumulativna tla A-C profila

tipovi:
1. Vapnenačko dolomitna crnica (Kalkomelanosol)
2. Rendzina (Rendzina)
3. Humusno silikatno tlo (Ranker)
4. Černozem (Černozem)
5. Smonica (Vertisol)

#### III klasa
- kambična tla A-(B)-C profila

tipovi:
1. Eutrično smeđe (Eutrični kambisol) (gajnjača)
2. Distrično smeđe (Distrični kambisol) (kiselo smeđe)
3. Smeđe vapnenačko (Kalkokambisol)
4. Crvenica (Terra rosa)

#### IV klasa
- eluvijalno iluvijalna tla A-E-B-C profila

tipovi:
1. Lesivirano (Ilimerizirano) (Luvisol)
2. Podzol (Podzol)
3. Smeđe podzolasto (Brunipodzol)

#### V klasa
- antropogena tla P-C profila

tipovi:
1. Rigolano (Rigosol)
2. Vrtno (Hortisol)

#### VI klasa
- tehnogena tla I,II,III.... profila

tipovi:
1. Tla deponija (Deposol)
2. Flotacioni materijali ili flotisol (nanosi otpadnih voda)
3. Aerodepozicije ili aeroprecipitat (nanosi iz zraka)

## Poveznice
- Hidromorfna tla
- Halomorfna tla
- Suphidratična tla
- Primijenjene discipline koje se bave tlom: Pedologija, hidrotehničke melioracije, mehanika tla